# Juan Arredondo
Juan Arredondo (* 1977, Pereira) je kolumbijsko-americký filmař a fotožurnalista.

## Kariéra
Studoval a začal pracovat jako vědecký výzkumník ve farmaceutické společnosti. Po několika letech v tomto odvětví se však rozhodl studovat fotografii.
V roce 2019 získal stipendium Niemanovy nadace pro žurnalistiku na Harvardu a začal fotografovat pro média jako The New York Times, National Geographic, The Wall Street Journal, Newsweek, ESPN, Vanity Fair a další.
V roce 2018 získal cenu World Press Photo za snímky pořízené v Antioquii, které zachycovaly fotbalový tým bývalých bojovníků Farc. V roce 2022 se stal docentem na Škole žurnalistiky na Kolumbijské univerzitě.
Dne 14. března 2022 byl zraněn při střelbě, kterou provedli ruští vojáci v Irpini, v Kyjevské oblasti Ukrajiny, zatímco pracoval na dokumentaci ruské invaze na Ukrajinu. Při střelbě zahynul novinář Brent Renaud a další dvě osoby byly zraněny, včetně Arredonda. Arredondo z nemocnice Ochmatdyt v Kyjevě na Twitteru vysvětlil, co se stalo, a uvedl, že Renaud byl střelen do krku. Arredondo podstoupil chirurgický zákrok ve zdravotním středisku. Renaudova smrt byla první hlášenou smrtí zahraničního novináře ve válce na Ukrajině v roce 2022. Reportéři bez hranic požádali o vyšetření incidentu.